# محمد ميدو
محمد درويش ميدو (مواليد 11 يونيو 1990 في حلب) لاعب كرة قدم سوري يجيد اللعب في مركز الوسط ويلعب حالياً مع نادي الإنتاج الحربي المصري.

## روابط خارجية
- محمد ميدو على موقع قاعدة بيانات كرة القدم.إي يو (الإنجليزية)